# Grupa charakterystycznie prosta
Grupa charakterystycznie prosta (elementarna) – grupa, której wszystkie podgrupy charakterystyczne są trywialne.

## Własności
Skończona grupa jest charakterystycznie prosta wtedy i tylko wtedy, gdy jest iloczynem prostym izomorficznych grup prostych. W szczególności skończona grupa rozwiązalna jest charakterystycznie prosta wtedy i tylko wtedy, gdy jest elementarną grupą abelową. W ogólności nie jest to prawdą dla grup nieskończonych, liczby wymierne tworzą grupę charakterystycznie prostą, która nie jest iloczynem prostym swoich grup prostych.
Każda minimalna podgrupa normalna danej grupy jest w niej charakterystycznie prosta, ponieważ podgrupa charakterystyczna podgrupy normalnej jest w niej normalna.